# Frida Schanz
Frida Schanz, född 16 maj 1859 i Dresden, död 17 juni 1944 i Warmbrunn, Hirschberg, Schlesien, var en tysk barnboksförfattare, redaktör och lärare verksam med under perioden 1885–1929. Schanz var en av de populäraste barn- och ungdomsförfattarna under tiden före första världskriget.

## Biografi
Frida Schanz var dotter till författarparet Julius och Pauline Schanz. Hennes far arbetade med såväl poesi som legender och sagor, medan hennes mor var barnboksförfattare. Schanz studerade på ett flickgymnasium. I Dresden utbildade hon sig vidare på lärarhögskola och arbetade sedan som lärare i Böhmen. Under denna tid debuterade Schanz även som författare vid sidan läraryrket.
Schanz besökte bland annat Odessa och Venedig. År 1885 gifte hon sig med författaren Ludwig Soyaux (1846–1905) i Leipzig, som var redaktör för tidskriften Daheim. I den nya positionen som redaktörshustru hjälpte hon många unga kvinnor att få sina första texter publicerade, vilket vid denna tiden fortfarande var ovanligt.
Från 1891 bodde paret i Berlin, och 1895 började Schanz en utgivning av almanackan Junge Mädchen tillsammans med Clementine Helm. Men efter att Helm dött året därpå fortsatte Schanz projektet själv fram tills 1904. I över 30 år, från 1895 till 1926, gav hon ut årsboken Kinderlust. Efter makens död 1905 arbetade Schanz på redaktionen för Daheim och som redaktör på den månatliga tidningen Velhagen & Klasing.
Sammanlagt skrev Schanz över 60 verk riktade till barn och unga. Hennes språk har en didaktisk ton och hon betonar ofta patriotism i samklang det rådande samtida samhällsuttrycket. Hon var förvånansvärt mångsidig i sitt författarskap, och hennes publikationer omfattar barnlitteratur, flickböcker, historieberättande, fabler, ballader, sagor, noveller och memoarer samt reseskildringar och talesätt.
I slutet av 1920-talet utgavs "Frida Schanz-böckerna" av redaktören Walther Günther Streitbach. En av deras samtida förespråkare var Hanns von Zobeltitz.

## Svenska översättningar
- In der Feierstunde. Erzählungen für Mädchen von 8 – 12 Jahren (1886)
  - Lilla mors berättelser i skymningen för sina barn (översättning: okänd(?), Malmö: Envall & Kull, 1897)

- För stunden. Engeln med de brutna vingarne: en saga för mödrar (anonym översättning publicerad i Smålänningen 1887)